# 山内トモコ
山内 トモコ（やまうち トモコ）は、日本のフリーアナウンサー・ラジオパーソナリティ。山形県出身。

## 出演していた番組
- 山内トモコのTOKYOエンタテイメント・ステーション （-2010年3月、TOKYO FM、金曜日21:00 - 21:55）
- ウィークリー・ウーマン・ウォッチング （TOKYO FM）
  - 山内トモコ・及川祥子のWWW
- シネマ・デリ （TOKYO FM、金曜日26:30 - 27:00、「茂木淳一のバーチカル・ドロップ」内）
- 扉-TO VILLA-木曜日担当（2010年4月-2011年3月、JFN、木曜日25:00～28:00）
- Tokyo Midtown presents The Lifestyle MUSEUM (2011年4月-2017年9月、TOKYO FM 金曜日18:30 - 18:55)

## 連載雑誌
- FM STATION（休刊、ダイヤモンド社）
- CAR and DRIVER（シティ・パブリッシング/ダイヤモンド社）